# Liste von Taubenbrunnen
In dieser Liste sind Taubenbrunnen aufgeführt, also Brunnen im öffentlichen Raum, die Tauben zum Thema haben.

## Deutschland
| Bezeichnung                                 | Bild           | Standort | Künstler                         | Errichtung Einweihung | Weitere Informationen |
| ------------------------------------------- | -------------- | --- | -------------------------------- | --------------------- | --- |
| Schlossbergbrunnen                          |                | Bad Dürkheim, Ortsteil Hardenburg                                                                                  |                                  | 2019                  | |
| Taubenbrunnen (Dachau)                      | weitere Bilder | Dachau, Gröbenrieder Straße 6 (Lage)                                                                               | Gertrude Oehm-Rudert (1939–2022) |                       | |
| Taubenbrunnen (Erding)                      | weitere Bilder | Erding, Landshuter Straße, im Heilig-Geist-Hof (Neubau auf dem Grundstück des ehemaligen Hl.-Geist-Spitals) (Lage) | Georg Brenninger (1909–1988)     |                       | |
| Taubenbrunnen (Esslingen)                   | weitere Bilder | Esslingen, Stadtteil Oberesslingen, Wohngebiet Gartenstadt (Lage)                                                  |                                  |                       | im Juni 2003 wurde der ehemalige Taubenbrunnen ersetzt |
| Hansel-Fingerhut-Brunnen                    | weitere Bilder | Forst an der Weinstraße (Lage)                                                                                     |                                  |                       | |
| Taubenbrunnen (Halle (Saale))               | weitere Bilder | Halle (Saale), Stadtteil Neustadt (Lage)                                                                           | Rudolf Hilscher (1921–2017)      | 1967                  | |
| Taubenbrunnen (Heilbronn)                   | weitere Bilder | Heilbronn, Deutschhof (Lage)                                                                                       | Ulrich Henn                      | 1962                  | siehe Liste der Brunnen in Heilbronn |
| Taubenbrunnen (Herten)                      | weitere Bilder | Herten-Westerholt, Bahnhofstraße 6, vor dem alten Rathaus (Lage)                                                   | Reiner Friedrich (* 1940)        | 1983                  | In Herten gibt es mehrere Kunstwerke im öffentlichen Raum, die Tauben darstellen, da Brieftauben „das Lieblingstier der Bergleute“ waren und als „das Rennpferd des kleinen Mannes“ galten. Die Kupferbronze-Skulptur eines auffliegenden Taubenschwarms wiegt 2,5 Tonnen. 2020 wurde der Brunnen saniert. – Siehe Liste von Kunstwerken im öffentlichen Raum in Herten. |
| Taubenbrunnen (Kempten)                     |                | Kempten, an der Wittelsbacherschule                                                                                | Hans Wachter (1931–2005)         |                       | |
| Taubenbrunnen (Köln)                        | weitere Bilder | Köln, im Kölner Stadtteil Altstadt-Nord, vor der Westseite des Kölner Doms bzw. der Domplatte (Lage)               | Ewald Mataré (1887–1965)         | 1953                  | |
| Taubenbrunnen (München, Marsplatz)          | weitere Bilder | München, am Marsplatz 4, im Innenhof des Gebäudes der Deutschen Telekom (Lage)                                     |                                  |                       | siehe Liste Münchner Brunnen |
| Taubenbrunnen (München, Mauerkircherstraße) | weitere Bilder | München, Bogenhausen, Mauerkircherstraße in Höhe von Nr. 171 (Lage)                                                | Georg Brenninger (1909–1988)     | 1986                  | siehe Liste Münchner Brunnen |
| Remigiusbrunnen                             |                | Neustadt an der Weinstraße, Stadtteil Diedesfeld                                                                   |                                  |                       | |

## Weitere
| Bezeichnung               | Bild           | Standort                                    | Staat      | Künstler                  | Errichtung Einweihung | Weitere Informationen |
| ------------------------- | -------------- | ------------------------------------------- | ---------- | ------------------------- | --------------------- | --------------------- |
| Taubenbrunnen (Graz)      | weitere Bilder | Graz, Schlossbergplatz (Lage)               | Österreich | Walter Ritter (1905–1986) | 1947/1949             |                       |
| Taubenbrunnen (Kazan)     | weitere Bilder | Kazan, in der russischen Republik Tatarstan | Russland   | Asiya Minulina (* 1952)   |                       |                       |
| Taubenbrunnen (Luxemburg) |                | Luxemburg, Plateau du Saint-Esprit (Lage)   | Luxemburg  | Fabrizio Cocchia (* 1931) | 1988                  |                       |
| Taubenbrunnen (Skoki)     |                | Skoki                                       | Polen      |                           |                       |                       |
| Papagenobrunnen in Wien   | weitere Bilder | Wien, im Kurpark Oberlaa (Lage)             | Österreich | Hilde Heger (1899–1998)   | Wiedererrichtung 2012 |                       |
| Taubenbrunnen (Zürich)    |                | Zürich                                      | Schweiz    |                           |                       |                       |